# 제주특별자치도의 무형문화재
제주특별자치도의 무형문화재는 무형문화재 중에서 제주특별자치도 내에 있는 문화재를 의미한다.

## 지정목록
| 번호   | 사진 | 명칭                                         | 소재지                                   | 관리자 (단체) | 지정일                                                                            | 참조 |
| 1호    |      | 해녀노래 (海女노래)                          | 제주 제주시 구좌읍 김녕리 1520           |               | 1971년 8월 26일 지정                                                              |      |
| 2호    |      | 영감놀이 (令監놀이)                          | 제주 제주시 구좌읍 행원리 826            |               | 1971년 8월 26일 지정                                                              |      |
| 3호    |      | 성읍민속마을오메기술 (城邑民俗마을오메기술)  | 제주 서귀포시 표선면 성읍리 673          |               | 1990년 5월 30일 지정                                                              |      |
| 4호    |      | 관모공예 (冠帽공예)                          | 제주 제주전역 일원                       |               | 1971년 8월 26일 지정, 1980년 11월 17일 해제, 중요무형문화재 제66호, 제67호로 승격 |      |
| 5호    |      | 송당리마을제 (松堂里마을祭)                  | 제주 제주시 구좌읍 송당리                |               | 1986년 4월 10일 지정                                                              |      |
| 6호    |      | 납읍리마을제 (納邑里마을祭)                  | 제주 제주시 애월읍 납읍리                |               | 1986년 4월 10일 지정                                                              |      |
| 7호    |      | 덕수리불미공예 (德修里불미工藝)              | 제주 서귀포시 안덕면 덕수리 2137-8       |               | 1986년 4월 10일 지정                                                              |      |
| 8호    |      | 정동벌립장 (정동벌립장)                      | 제주 제주시 한림읍 귀덕리 1517           |               | 1986년 4월 10일 지정                                                              |      |
| 9호    |      | 방앗돌굴리는노래 (방앗돌굴리는노래)          | 제주 서귀포시 인덕면 덕수리 2511         |               | 1986년 4월 10일 지정                                                              |      |
| 10호   |      | 멸치후리는노래 (멸치후리는노래)              | 제주 제주시 구좌읍 동김녕리 1667-8       |               | 1986년 4월 10일 지정                                                              |      |
| 11호   |      | 고소리술 (고소리술)                          | 제주 서귀포시 표선면 성읍리 673          |               | 1995년 4월 20일 지정                                                              |      |
| 12호   |      | 고분양태 (고분양태)                          | 제주 제주시 삼양2동 2079                 |               | 2002년 5월 7일 지정                                                               |      |
| 13호   |      | 제주큰굿 (濟州큰굿)                          | 제주 제주시 구좌읍 행원리 826            |               | 2001년 8월 16일 지정                                                              |      |
| 14호   |      | 제주도 옹기장 (濟州島 甕器匠)                | 제주 서귀포시 대정읍 구억리 171          |               | 2001년 8월 16일 지정                                                              |      |
| 15호   |      | 제주불교의식 (濟州佛敎儀式)                  | 제주 제주시 애월읍 신엄리 1068번지       |               | 2002년 5월 8일 지정                                                               |      |
| 16호   |      | 제주농요 (濟州農謠)                          | 제주 제주시 건입동 1044-6                |               | 2002년 5월 8일 지정                                                               |      |
| 17호   |      | 진사대소리 (진사대소리)                      | 제주 제주시 애월읍 납읍리 1589           |               | 2005년 10월 5일 지정                                                              |      |
| 18호   |      | 귀리겉보리농사일소리 (龜里겉보리農事일 소리) | 제주 제주시 애월읍 하귀2리1893-1         |               | 2007년 2월 28일 지정                                                              |      |
| 19호   |      | 성읍리초가장                                 | 제주 서귀포시 표선면 성읍리 성읍민속마을 |               | 2008년 4월 18일 지정                                                              |      |
| 20호   |      | 제주시 창민요                                | 제주 제주시                              |               | 2009년 7월 24일 지정                                                              |      |
| 21호   |      | 삼달리 어업요                                | 제주 서귀포시 삼달리                     |               | 2013년 10월 16일 지정                                                             |      |
| 22-1호 |      | 행상소리                                     | 제주 서귀포시 표선면 성읍리 755          |               | 2017년 8월 24일 지정                                                              |      |
| 22-2호 |      | 진토굿파는소리                               | 제주 제주시 구좌읍 종달로1길 124-4       |               | 2017년 8월 24일 지정                                                              |      |